# Никифор II (патриарх Константинопольский)
Никифор II (греч. Νικηφόρος Β) — патриарх Константинопольский, занимавший пост на протяжении четырёх лет (1260—1264).
Предшественником патриарха Никифора II был патриарх Арсений Авториан, а его преемником был патриарх Герман III.

## Биография
До избрания на патриаршество Никифор II занимал кафедру митрополита Эфеса, на которую был возведен между 1240 и 1244 годами. В церковной иерархии в Никейской империи этот пост был вторым по значимости после патриаршего. Осенью 1258 года после смерти императора Феодора II Ласкариса, Никифор II оказался вовлечен в конфликт между Константинопольским патриархом Арсением Авторианом и Михаилом VIII Палеологом, который активно вмешался в борьбу за регентство при малолетнем императоре Иоанне IV Ласкарисе.
24 августа 1258 года Михаил Палеолог организовал убийство регента Георгия Музалона и нескольких членов его семьи в монастыре Сосандры близ императорской крепости и резиденции Нимфея. После убийства регента патриарх Арсений был отстранен, а Михаил провозглашен великим главнокомандующим и новым регентом. В этих обстоятельствах в заседавшем в Нимфее Синоде Константинопольской Церкви появились разногласия в клире её духовенства.
Часть иерархов поддержали патриарха Арсения, но большинство, в том числе и Никифор II, приняли сторону Палеолога и санкционировали назначение его регентом при условии, что права Иоанна IV на престол останутся незыблемыми. Однако уже в конце 1258 года большинство членов Синода вместе с Никифором II одобрили коронацию Михаила Палеолога. В январе 1259 года патриарх Арсений объявил об отлучении от Церкви Михаила VII и всех, кто его поддерживает.
В ответ Михаил VII потребовал низложения патриарха, что и было исполнено Синодом. Новым патриархом по желанию императора Михаила был избран Никифор II.
Вероятно, в условиях продолжавшегося раскола в церковной иерархии по поводу отношения к Арсению Авториану Никифор II должен был уделять особое внимание кадровой политике.
Сохранились документы, содержащие сведения о низложении митрополита Андроника Сардского по причине интриг, направленных против императора Михаила VII, об избрании на кафедру Смирны Исаака, бывшего игумена монастыря Ксиропотам на Горе Афон и о переводе епископа Иоанна Кодумна из Перифеория на кафедру Траянополя.
В них также упоминается соборное постановление о запрете распространившегося в то время обычая причащать умерших людей. Наиболее значимый документ периода патриаршества Никифора II — письмо, отправленное 1 января 1261 года из Галлиполи от имени Синода трапезундскому императору Мануилу III Великому Комнину. В нем, ссылаясь на волю императора Михаила VII, Синод подтверждал церковное единство и полное взаимопонимание между Константинопольской Церковью и митрополией Трапезунда.
Митрополитам предоставлялась полная свобода передвижения во владениях Никейской империи. В целях укрепления союза между Никеей и Трапезундом позволялось также самостоятельно избирать и рукополагать митрополитов. В случае же затруднений в избрании император Трапезунда должен был обратиться к Синоду.